# لیلیانا مومی
لیلیانا مومی (انگلیسی: Liliana Mumy؛ زادهٔ ۱۶ آوریل ۱۹۹۴) یک هنرپیشه، و صدا پیشه اهل ایالات متحده آمریکا است. وی از سال ۱۹۹۹ میلادی تاکنون مشغول فعالیت بوده‌است.
از فیلم‌ها یا برنامه‌های تلویزیونی که وی در آن نقش داشته‌است می‌توان به بابا نوئل ۲، بابا نوئل ۳، دوجینش ارزان‌تر است و دوجینش ارزان‌تر است ۲ اشاره کرد.